# Чёрный Яр (Пермский край)
Чёрный Яр — село в Кишертском районе Пермского края. Входит в Усть-Кишертское сельское поселение.
Расположено на левом берегу Сылвы в 14 км к юго-востоку от села Усть-Кишерть.

## Население
| 2000 | 2004 | 2008 | 2010 | 2011 | 2012 | 2014 |
| ---- | ---- | ---- | ---- | ---- | ---- | ---- |
| 221  | ↘216 | ↘210 | ↘159 | ↘158 | ↗199 | ↘191 |
| 2015 | 2016 |      |      |      |      |      |
| ↗199 | ↘198 |      |      |      |      |      |

## Инфраструктура
В селе есть библиотека, почта, сельский клуб, ООО «Возрождение», СПК «Трактор», АТС.

## Достопримечательности
Близ села находится Сылвенский биологический охотничий заказник (площадь — 7, 7 тыс. га), образованный 12 августа 1980 г.

## Транспорт
По понедельникам, пятницам и воскресеньям ходит автобус по маршруту Чёрный Яр — Лёк — Кишерть.